# Miroslav Radman
Miroslav Radman (Split, 30. travnja 1944.), hrvatski je biolog i član Francuske akademije znanosti, Europske akademije znanosti i umjetnosti, Svjetske akademije znanosti i Europske organizacije za molekularnu biologiju (EMBO). 

## Životopis
Diplomirao je na Prirodoslovno-matematičkom fakultetu u Zagrebu, a doktorirao je na sveučilištu u Bruxellesu. Poslijedoktorski studij je nastavio u Francuskoj i SAD-u. Izvanredni je od 1972. godine, a poslije i redoviti profesor genetike na Sveučilištu u Bruxellesu, a od 1988. profesor stanične biologije. Voditelj je Laboratorija za evolucijsku i molekularnu biologiju. Savjetnik je premijera Republike Hrvatske za znanost i direktor MedILS-a, jedinstvenog instituta u Splitu koji okuplja sjajne znanstvenike u Hrvatskoj.
Radmanova je specijalnost popravak DNK; 1974. je otkrio SOS odgovor. Profesor je citologije na pariškom Medicinskom fakultetu (Faculté de Médecine - Necker, Université Paris V) i voditelj Laboratorija za evolucijsku i molekularnu genetiku Instituta Necker u Parizu. Također je i suosnivač Mediteranskog instituta za istraživanje života.
Od 18. lipnja 1992. dopisni je član Hrvatske akademije znanosti i umjetnosti Razreda za prirodne znanosti.
Godine 2006. s još tri hrvatske znanstvenice (Ksenija Zahradka, Dea Slade i Mirjana Petranović) otkrio je proces koji bakteriji Deinococcus radiodurans omogućava samoobnavljanje.
Dana 13. ožujka 2008. godine znanstveni tim predvođen Miroslavom Radmanom dokazao je seksualni život bakterija. Rad je objavljen kao originalni doktorski rad znanstvenice Ane Babić u znanstvenom časopisu Science.
21. studenog 2008. godine je na dnevniku HRT-a objavio je da je (možda) otkrio lijek za duži život.
Objavio je 177 radova, opisao 25 originalnih otkrića citiranih više tisuća puta, te je dobitnik 12 svjetskih nagrada. U Jutarnjem je izabran za vodećeg hrvatskog intelektualca.

## Nagrade i priznanja
- Dana 4. srpnja 2011. uručena mu je europska nagrada za mikrobiologiju, koju mu je u sklopu proslave srebrnog jubileja Federacije europskih mikrobioloških društava (FEMS) u Ženevi uručio predsjednik FEMS-a, profesor Bernhard Schink.[2]  Riječ je o nagradi koju dodjeljuje Federation of European Microbiological Societies (FEMS), a nosi ime profesora Andréa M. Lwoffa, prvog FEMS-ovog predsjednika. Nagrada se od 2000. godine dodjeljuje za vrhunska znanstvena postignuća u mikrobiologiji i predstavlja najprestižniju mikrobiološku nagradu koju pojedinac ili skupina znanstvenika mogu dobiti u tom području. Profesor Radman tek je peti dobitnik ovog iznimnog priznanja.[3]